# Navira naguan
Navira naguan Piacentini & Grismado, 2009 è un ragno appartenente alla famiglia Lycosidae.
È l'unica specie nota del genere Navira.

## Distribuzione
L'unica specie oggi nota di questo genere è stata rinvenuta in Argentina.

## Tassonomia
Le caratteristiche di questo genere sono state descritte dall'analisi degli esemplari tipo Navira naguan Piacentini & Grismado, 2009.
Dal 2009 non sono stati esaminati altri esemplari, né sono state descritte sottospecie al 2017.